# Stazione di Megumino
La stazione di Megumino (恵み野駅?, Megumino-eki) è una stazione della città di Eniwa situata lungo la linea Chitose.

## Linee
JR Hokkaido
■ Linea Chitose

## Struttura
La stazione è dotata di 2 binari.
| 1 | ■ Linea Chitose |  | Per Minami-Chitose, Aeroporto di Shin-Chitose, Tomakomai, Muroran e Hakodate |
| 2 | ■ Linea Chitose |  | Per Sapporo, Teine e Otaru                                                   |

## Stazioni adiacenti
| «             | Servizio      | »             |
| Linea Chitose | Linea Chitose | Linea Chitose |
| ------------- | ------------- | ------------- |
| Eniwa         | Locale        | Shimamatsu    |